# Bartholomä

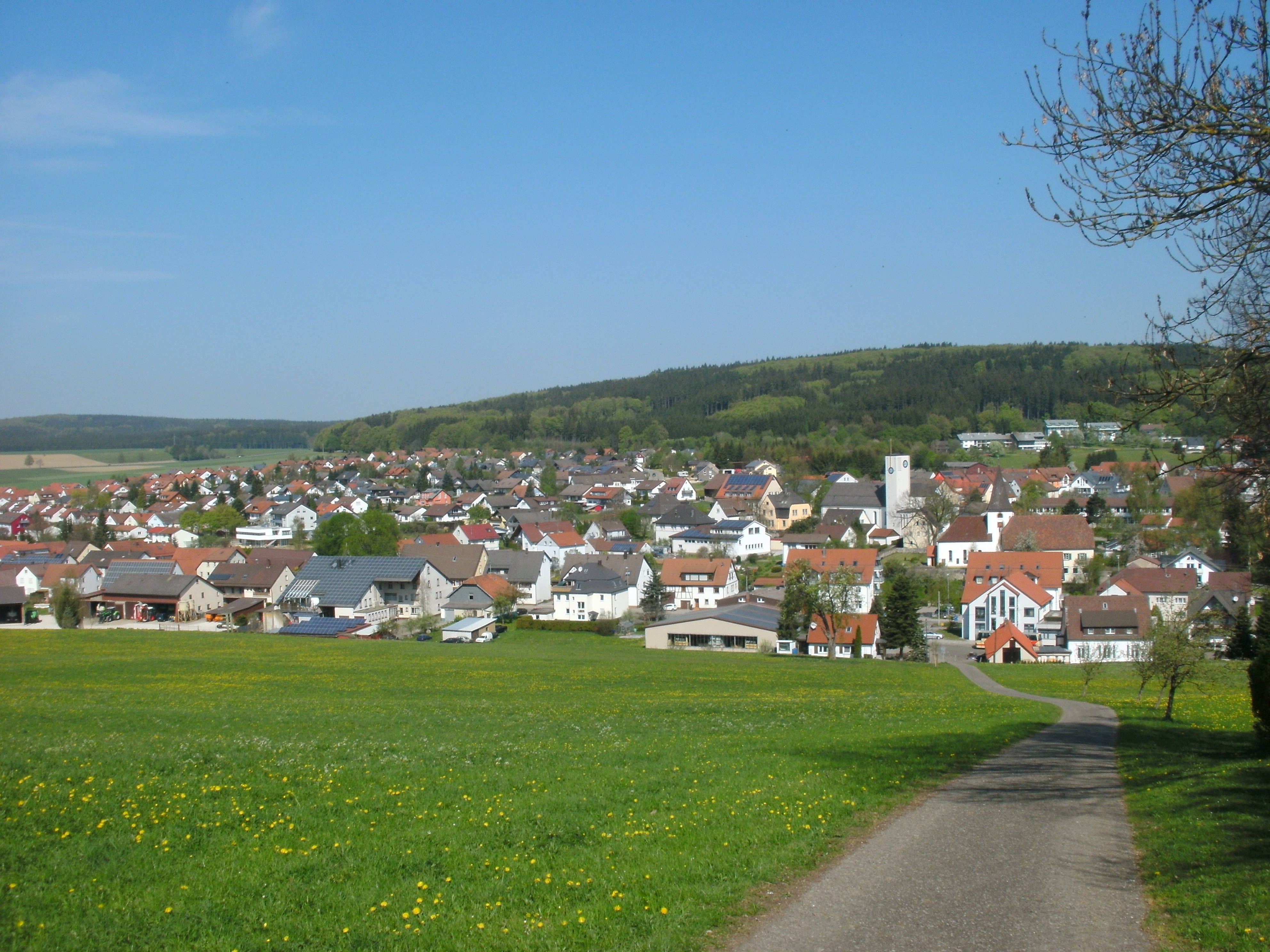
Bartholomä

Bartholomä – gmina w Niemczech, w kraju związkowym Badenia-Wirtembergia, w rejencji Stuttgart, w regionie Ostwürttemberg, w powiecie Ostalb, wchodzi w skład związku gmin Gemeindeverwaltungsverband Rosenstein. Leży w Jurze Szwabskiej, ok. 12 km na południowy zachód od Aalen.